# Kozolupy (okres Plzeň-sever)
Kozolupy (německy Kosolup) jsou obec v okrese Plzeň-sever v Plzeňském kraji. Žije v nich přibližně 1 100 obyvatel.

## Historie
První písemná zmínka o vesnici je v latinské listině kladrubského kláštera z roku 1186. Střídali se zde různí vlastníci, od počátku 17. století zdejší pole získali plzeňští měšťané, kteří na kozolupských polích pěstovali především ječmen pro výrobu pivovarského sladu. V roce 1807 získali Kozolupy Schönbornové, jimž patřila obec až do první světové války. Zprovoznění železniční tratě z Plzně do Chebu v roce 1872 umožnilo příliv nových obyvatel a později i rozvoj místního průmyslu. Jeden z místních mlýnů byl přestaven na výrobnu bronzových a tiskařských barev na bankovky, v tzv. Červeném mlýnu v katastru Vochova se vyrábělo drátěné zboží.
Kvůli převládajícímu německému obyvatelstvu byla obec v roce 1938 připojena jako součást Sudet k nacistickému Německu. Na konci druhé světové války, 6. května 1945, byly Kozolupy osvobozeny americkou armádou. V posledních dnech války byl v důsledku náletu silně poškozen místní zámeček. Jeho budova i s kaplí svatého Jana Nepomuckého byly zbořeny v roce 1947. Po válce byla většina obyvatel nuceně vysídlena do Německa a do vesnice se nastěhovali noví obyvatelé z Čech.

## Obyvatelstvo
Při sčítání lidu v roce 1921 zde žilo 367 obyvatel (z toho 165 mužů), z nichž byli tři Čechoslováci a 364 Němců. Až na tři židy se hlásili k římskokatolické církvi. Podle sčítání lidu z roku 1930 měla vesnice 353 obyvatel: tři Čechoslováky a 350 Němců. Kromě tří židů byli římskými katolíky.
| Rok            | 1869 | 1880 | 1890 | 1900 | 1910 | 1921 | 1930  | 1950  | 1961  | 1970  | 1980 | 1991 | 2001 | 2011 | 2021  |
| -------------- | ---- | ---- | ---- | ---- | ---- | ---- | ----- | ----- | ----- | ----- | ---- | ---- | ---- | ---- | ----- |
| Počet obyvatel | 767  | 628  | 652  | 651  | 958  | 947  | 1 261 | 1 128 | 1 133 | 1 032 | 988  | 932  | 902  | 974  | 1 043 |
| Počet domů     | 70   | 76   | 83   | 91   | 107  | 118  | 202   | 230   | 213   | 227   | 227  | 247  | 249  | 263  | 273   |

## Obecní správa
V letech 1960–1990 k obci patřily Bdeněves a Myslinka.

### Obecní symboly
Znak a vlajka byly obci uděleny rozhodnutím předsedy Poslanecké sněmovny Parlamentu České republiky dne 11. května 2001.

## Doprava
Vesnice stojí na křižovatce silnic II/180 a II/605. Podél jejího jižního okraje vede železniční trať Plzeň–Cheb, na které se nachází stanice Kozolupy.

## Pamětihodnosti
- Barokní kostel svatého Štěpána[13]

## Osobnosti
- Josef von Kress (1817–1881), inženýr a železniční podnikatel